# Afrakra major
Afrakra major är en insektsart som beskrevs av Irena Dworakowska 1979. Afrakra major ingår i släktet Afrakra och familjen dvärgstritar. Inga underarter finns listade i Catalogue of Life.